# Rick Dangerous
Rick Dangerous è un videogioco a piattaforme realizzato dalla Core Design per i computer Amiga, Atari ST, Amstrad CPC, ZX Spectrum, Commodore 64 e MS-DOS. È stato pubblicato nel 1989 dalla Firebird Software in Europa e dalla MicroPlay (distaccamento della MicroProse) in America. Il protagonista Rick Dangerous, traducibile Rick Pericoloso, è un avventuroso esploratore nello stile di Indiana Jones, ma con aspetto caricaturale.
Rick Dangerous ricevette spesso ottime recensioni dalla stampa di settore, più o meno in tutte le versioni. Arrivò in testa alle classifiche di vendita in Europa.
Il videogioco ha avuto un sequel, Rick Dangerous 2, del 1990.
Non ci sono stati altri seguiti, ma anche dopo decenni le serie è molto ricordata e sono numerosi i rifacimenti amatoriali.
Conversioni non ufficiali di Rick Dangerous sono apparse per MSX2, Acorn Archimedes, ColecoVision (Risky Rick), iPhone, Amstrad CPC 6128 Plus, Mega Drive, Game Boy Advance (anche in versione natalizia Dangerous Xmas), browser, open source per varie piattaforme (xrick), Amiga CD32, Intellivision (Rick Dynamite), Wii.

## Trama
Il gioco è ispirato sin dall'immagine sulla confezione al film I predatori dell'arca perduta. Ambientato nel 1945, l'agente britannico Rick Dangerous parte per la foresta amazzonica per poter studiare la tribù perduta Goolu. Tuttavia, l'aereo su cui Rick Dangerous viaggia precipita nel bel mezzo della giungla. Il videogioco comincia con Rick che si ritrova all'interno di un sotterraneo e deve fuggire da un enorme masso rotolante, un riferimento a una scena di I predatori dell'arca perduta; dovrà quindi cavarsela nel sotterraneo popolato da Goolu ostili. La successiva avventura si svolge in una piramide egizia occupata da criminali egiziani. Quindi, per sventare i piani delle forze naziste, Rick si infiltra nel castello Schwarzendumpf e infine in una base missilistica.
Alcune edizioni originali includono un breve fumetto in inglese che racconta più in dettaglio l'introduzione.

## Modalità di gioco
Si controlla Rick, personaggio tozzo e umoristico che indossa un borsalino, attraverso scenari bidimensionali a piattaforme ambientati in luoghi chiusi. Il percorso degli scenari è lineare, ma tortuoso in tutte le direzioni; la visuale è a scorrimento solo in verticale, mentre quando si esce dallo schermo in orizzontale si cambia stanza direttamente.
Rick può spostarsi sulle piattaforme o sulle scale a pioli. A volte anche sulla parete di sfondo ci sono zone in cui ci si può arrampicare. Si possono fare salti, orientabili anche in volo. Le cadute sono innocue e direzionabili. Rick si può rannicchiare a terra e strisciare in questa posizione, ad esempio per attraversare strettoie.
Rick è armato di pistola con sei proiettili, una scorta limitata di dinamite, e un bastone che tramortisce temporaneamente. La dinamite viene piazzata a terra ed esplode a tempo; può far esplodere determinati ostacoli che bloccano la strada, oltre a essere letale per i nemici e per Rick stesso.
Si possono trovare ricariche di munizioni, ma piuttosto rare, e tesori da raccogliere per bonus di punteggio.
Gli scenari sono popolati da nemici, di solito umani (indigeni, egiziani o soldati a seconda dello scenario), e da numerose trappole, come pali acuminati, frecce automatiche o blocchi mobili. Ci sono anche trappole che spuntano fuori dallo scenario senza poter essere individuate prima. Spesso è necessario apprendere per tentativi la presenza di trappole e imparare a memoria il modo di evitarle o neutralizzarle. Talvolta si può fare uso delle armi per far scattare le trappole e liberarsene. Trovare il modo di procedere può rappresentare un enigma da risolvere.
Si hanno molte vite a disposizione, ma si perdono con facilità, a ogni contatto con un nemico o una trappola.
Ci sono quattro livelli corrispondenti ai quattro luoghi visitati nella trama. I livelli hanno in tutto un'ampiezza pari a 85 schermate nelle versioni a 8 bit, mentre nelle versioni a 16 bit l'ampiezza aumenta di altre 50 schermate. I tipi di trappole e di nemici sono in tutto 74.

## Sviluppo
Rick Dangerous fu il primo lavoro della Core Design, dopo che era divenuta una compagnia indipendente distaccandosi dalla Gremlin Graphics nel 1988. Simon Phipps e Terry Lloyd decisero rapidamente di realizzare un gioco ispirato a Indiana Jones. C'erano già stati videogiochi ufficiali sui film, ma secondo Phipps nessuno aveva ancora reso l'atmosfera dei primi avventurosi minuti di I predatori dell'arca perduta. Secondo Lloyd, inizialmente si pensava di dare a Rick molte più abilità, ma poi si preferì evitare al giocatore di dover utilizzare la tastiera, limitandosi a funzioni controllabili con il solo joystick a un pulsante. Il tipo di salto di Rick, orientabile a mezz'aria, fu ispirato da Super Mario Bros.; all'epoca molti platform erano ancora basati su salti a traiettoria fissa. L'aspetto "schiacciato" dei personaggi era ispirato dal videogioco Joe Blade e dai disegni di Mordillo.
Il design di livelli e gameplay fu fatto in modo da poter essere molto simile tra le varie versioni, nonostante le diverse capacità dei computer, a parte il fatto che le versioni a 16 bit hanno delle porzioni di livelli in più. La conversione della grafica originaria per Amiga/ST agli altri formati meno potenti fu facilitata da OCP Art Studio e da vari strumenti di conversione dei colori. Il design iniziò a luglio 1988 e richiese quattro mesi. La pubblicazione tardò fino all'anno successivo, in parte perché la Microprose acquisì la Telecomsoft (proprietaria dell'etichetta Firebird). Il dipartimento marketing della Microprose volle gestire la pubblicazione e a loro si deve anche la copertina, dall'aspetto più realistico rispetto al gioco, mentre la Telecomsoft avrebbe probabilmente usato una copertina più allegra.
Il fumetto di Rick Dangerous allegato alle prime edizioni venne realizzato dal fumettista Ian Gibson, non accreditato, noto per le opere sulla rivista 2000 AD. Il fumetto fu commissionato per iniziativa della Microprose. La Core Design non ne sapeva nulla finché non vide le confezioni definitive, ma lo apprezzò tanto che decisero di far tornare in Rick Dangerous 2 il "grassone" che appare come cattivo nel fumetto e che era interamente un'invenzione di Gibson.
Il personaggio di Rick Dangerous viene spesso visto come un precursore di Lara Croft, grande successo creato anni dopo dalla Core Design.